# Adolfo Belmonte
Adolfo Belmonte Heredia (* 10. Januar 1945 in Ensenada) ist ein ehemaliger mexikanischer Radrennfahrer.

## Sportliche Laufbahn
Belmonte war im Straßenradsport und im Bahnradsport aktiv. Er war Teilnehmer der Olympischen Sommerspiele 1964 in Tokio. Im Mannschaftszeitfahren belegte Mexiko mit Adolfo Belmonte, Antonio Duque, Moisés López und Porfirio Remigio den 17. Rang. Bei den Olympischen Sommerspielen 1968 in Mexiko-Stadt wurde Mexiko im Mannschaftszeitfahren mit Agustín Alcántara, Adolfo Belmonte, Roberto Brito und Radamés Treviño 10. des Wettbewerbs. In der Mannschaftsverfolgung schied Mexiko mit Heriberto Díaz, Agustín Alcántara, Adolfo Belmonte und Radamés Treviño in der Qualifikation aus.
In der Mexiko-Rundfahrt 1965 wurde er Zweiter hinter Sabás Cervantes und gewann eine Etappe. Bei den Panamerikanischen Spielen 1967 gewann er die Silbermedaille im Mannschaftszeitfahren und in der Mannschaftsverfolgung. Bei den Wettkämpfen der Zentralamerika- und Karibikspiele siegte er 1966 in der Mannschaftsverfolgung. 1970 holte er Bronze im Mannschaftszeitfahren und in der Mannschaftsverfolgung. Bei den Zentralamerika- und Karibikspielen 1966 kam er im Straßenrennen auf den 11. Platz.
In der Tour de l’Avenir 1969 wurde er 56. In der Internationalen Friedensfahrt 1969 kam er auf den 48. Gesamtrang.